# Seki-juku (Tōkaidō)
Attention : Il existe aussi un relais Seki-juku sur le Mikuni Kaidō

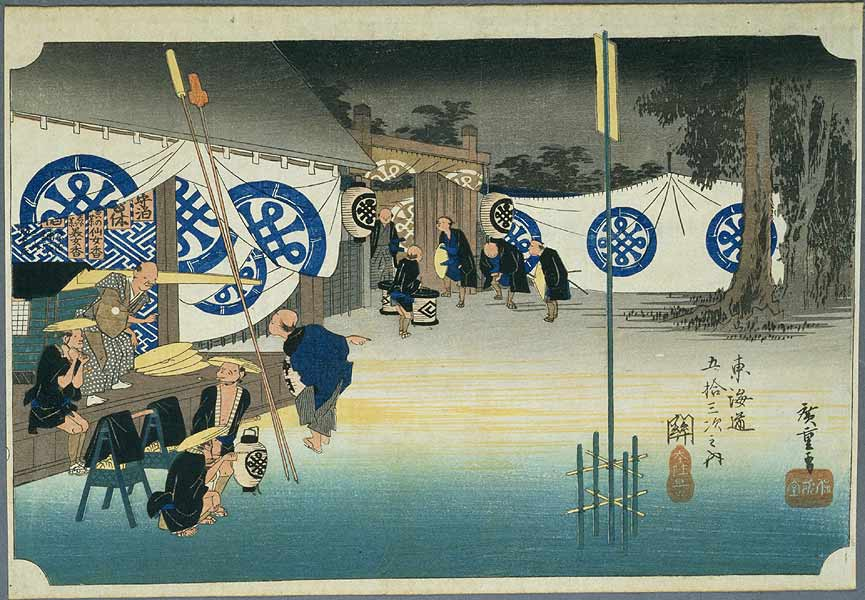
Seki-juku dans les années 1830, estampe de Hiroshige de la série des Cinquante-trois Stations du Tōkaidō.

Seki-juku (関宿, Seki-juku) était la quarante-septième des cinquante-trois stations qui jalonnaient le Tōkaidō, l'axe principal du Japon de l'ère Edo. Elle se situait dans l'actuelle ville de Kameyama, dans la préfecture de Mie, au Japon.

## Histoire

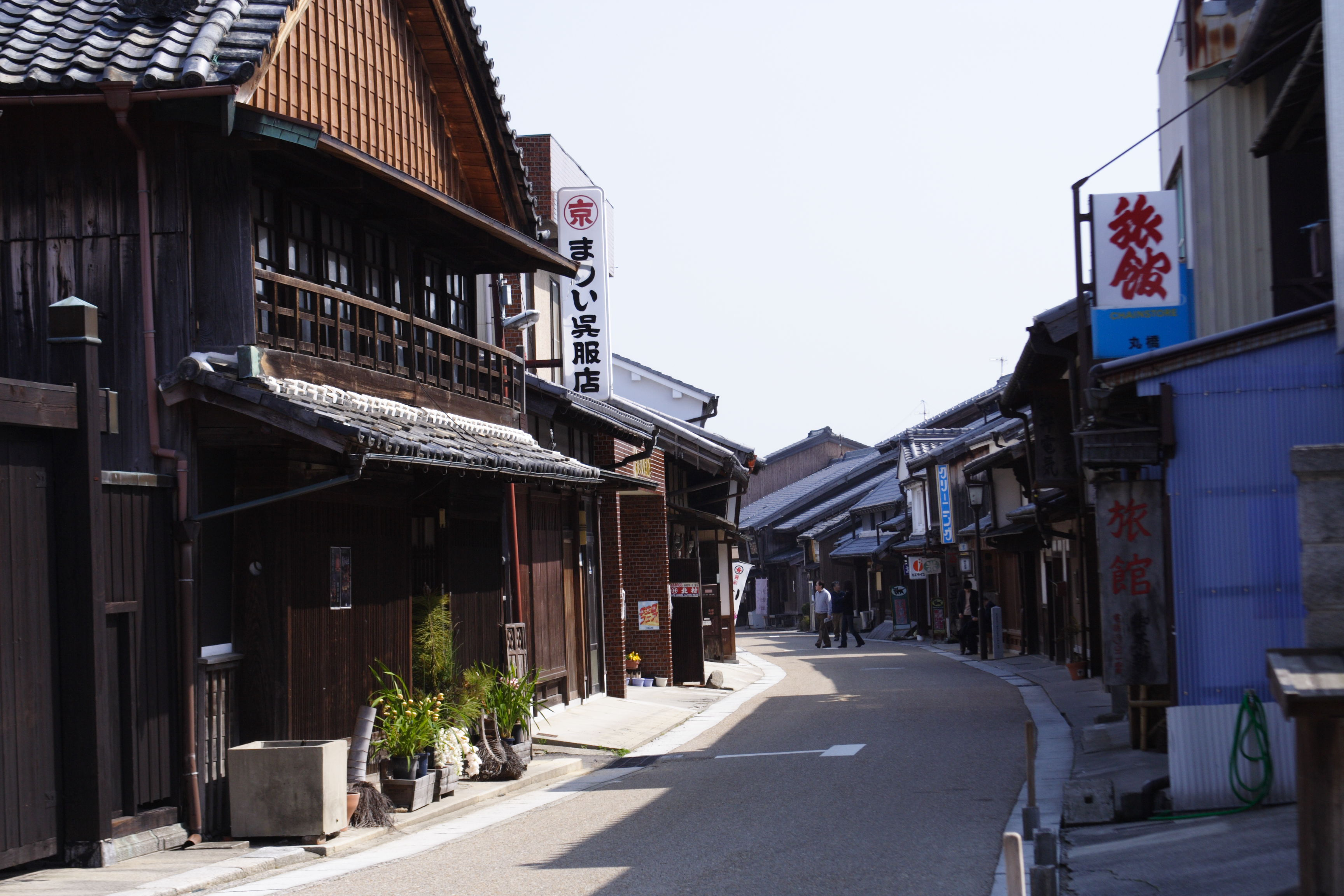
Vue actuelle.

La région autour de Seki-juku a toujours constitué un important carrefour pour les voyageurs. À l'époque de la guerre de Jinshin, en 672 CE, on la connaissait comme l'un des « Trois Anciens Seki », sous le nom du « Seki d'Ise Suzuka » (伊勢鈴鹿の関, Ise Suzuka no Seki). Durant l'ère Edo, c'était une shukuba, une station d'étape, très animée, car c'était ici que les routes Isebetsu Kaidō (伊勢別街道) et Yamato Kaidō (大和街道) se croisaient avec celle du Tōkaidō.
Beaucoup des bâtiments historiques ont été préservés et la région est devenue un site de conservation de l'architecture nationale.